# يامن ملوشي
يامن ملوشي حكم دولي مساعد تونسي لكرة القدم، إختاره الاتحاد الأفريقي لكرة القدم ليكون ضمن حكام كأس الأمم الأفريقية 2019 بمصر.